# Thouinia acuminata
Thouinia acuminata är en kinesträdsväxtart som beskrevs av S. Wats.. Thouinia acuminata ingår i släktet Thouinia och familjen kinesträdsväxter. Inga underarter finns listade i Catalogue of Life.